# بهیار (فیلم ۲۰۲۰)
بهیار (اسپانیایی: El Practicante‎) یک فیلم دلهره‌آور اسپانیایی است که در سال ۲۰۲۰ منتشر شد.

## بازیگران
- ماریو کاساس
- دبورا فرانسوا
- سلسو بوگالو
- رائول خیمنس
- پل مونن
- خرارد اومس